# Federazione cestistica della Cina
La Federazione cestistica della Cina (中国篮球协会) è l'ente che controlla e organizza la pallacanestro in Cina.
La federazione controlla inoltre la nazionale di pallacanestro della Cina. Ha sede a Pechino e l'attuale presidente è Faqiang Zhang.
È affiliata alla FIBA dal 1974 e organizza il campionato di pallacanestro della Cina.